# 학림다방

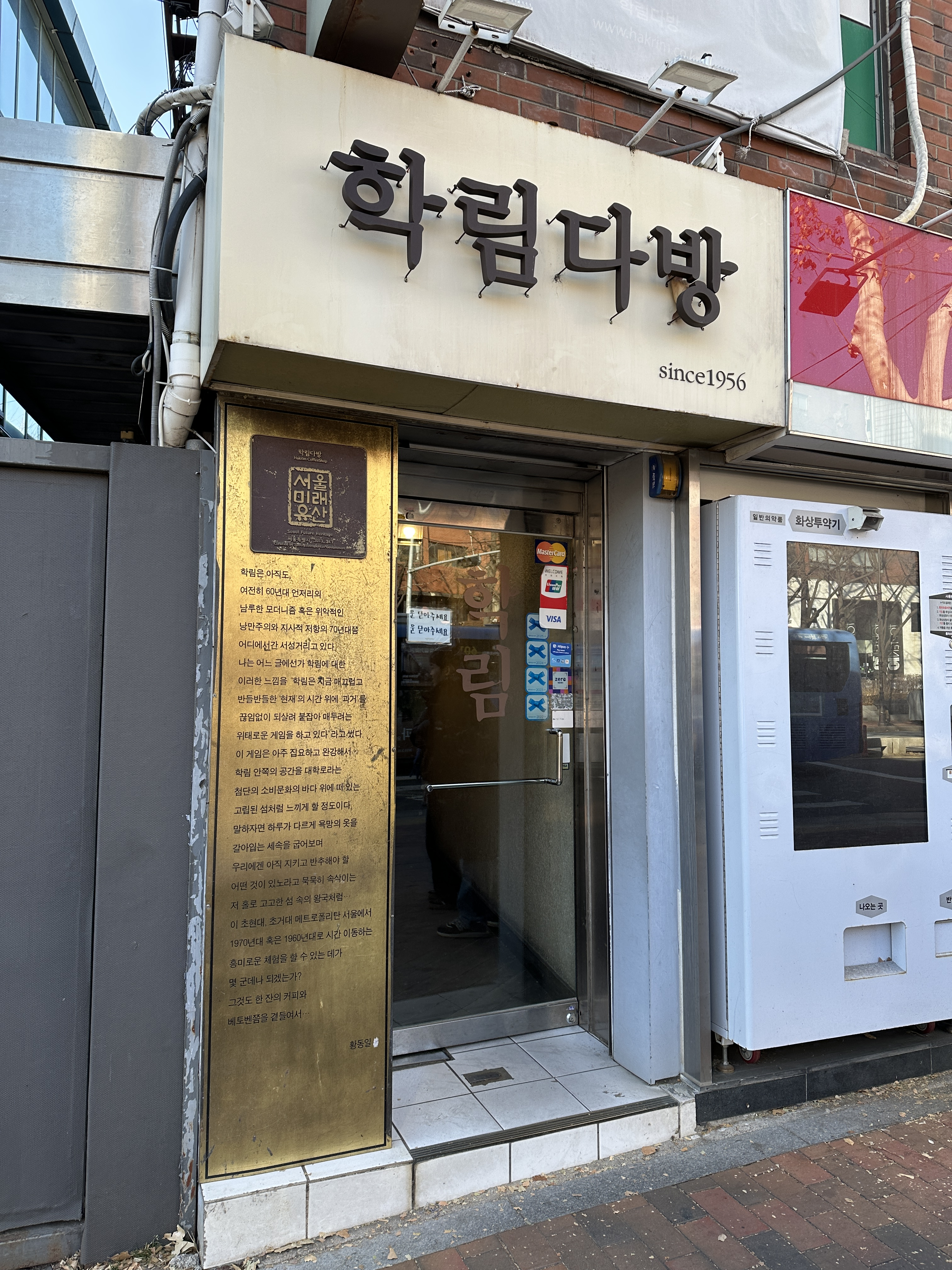

학림다방(學林茶房)은 서울 종로구 대학로에 위치한 유서 깊은 다방이다. 1956년에 문을 열었으며, 대한민국에서 가장 오래된 현역 카페 중 하나로 평가받고 있으며, 서울에서는 가장 오래된 현역 카페이다.
이 다방은 대한민국 문화 예술계의 많은 저명인사들이 자주 찾았다. 한국 영화와 한국 드라마 (별에서 온 그대 등)에 등장했으며, 현지 학생들과 관광객 모두에게 인기 있는 장소로 남아 있다. 2013년 서울미래유산으로 지정되었다. 서울특별시청에 의해 역사적 가치가 있는 상점인 오래가게로 분류되었다.

## 설명
이 다방은 2층으로 되어 있으며 다양한 음식과 음료를 판매한다. 커피와 차뿐만 아니라 케이크, 파르페, 아이스크림도 판매한다. 수제 크림치즈 케이크가 인기가 많다고 한다. 이 다방은 오랜 역사와 도시 문화에서 차지하는 중요한 위치를 반영하여 향수를 불러일으키도록 장식되어 있다.

## 역사
이 다방은 1956년 신선희가 처음 설립했다. 당시 근처에 있던 서울대학교가 개최한 축제에서 이름을 따왔다. 이 다방은 서울대학교 학생들에게 인기가 많았다. 천상병, 이청준, 황지우, 김승옥 등 문화 예술계 저명인사들의 단골 아지트가 되었다. 학생들은 이 카페를 "25번째 강의실"이라고 불렀는데, 이는 아이디어 교환에 있어서 서울대학교 24개 강의실만큼 중요하다고 여겼기 때문이다. 서울대학교는 1975년 관악구로 이전했고, 유동 인구가 줄었다. 1981년, 이 다방은 학림 사건의 이름과 장소가 되었다. 전두환 정권 당시 민주화 운동에 참여했던 학생 단체(전국민주학생연맹; 전민학련)는 이 다방에서 첫 회의를 열었다. 그들은 결국 체포되어 투옥되었고 고문을 당했다.

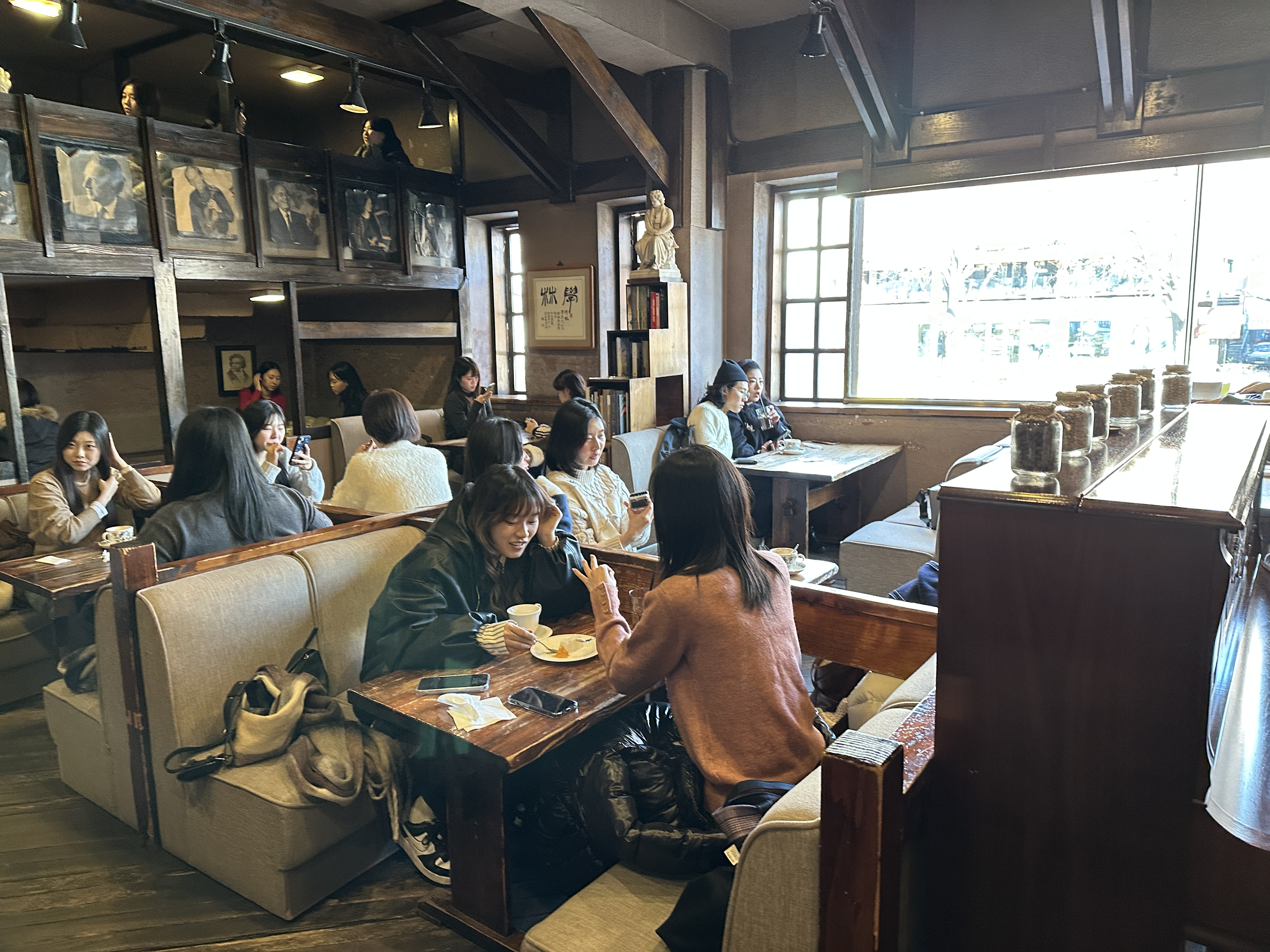
내부 (2025)

1987년, 이충렬은 이 사업을 운영하는 네 번째 사람이 되었고, 2017년까지도 소유주였다. 인수 당시 이충렬은 사업이 정체되어 있다고 느꼈다. 단골 손님이 많이 줄었고 시설은 초라해 보였다. 또한 특이한 점도 있었다. 카페에는 웨이터가 손님에게 서빙할 때 나비넥타이를 매고 있었다. 그는 1988년에 대대적인 복원 작업을 시작했다. 이충렬은 또한 일본인 손님의 제안으로 커피 제조법을 배우기 위해 일본으로 갔고, 그곳에서 커피 로스터를 구입했다. 1989년 6월 민주 항쟁 당시 이충렬은 탄압과 최루제를 피해 도망치는 학생 시위대에게 도움과 피난처를 제공했다고 한다. 카페는 지역 대학들의 비공개 파티를 주최하게 되었고, 다시 학생들에게 인기 있는 사교 공간이 되었다. 결국 다방은 성공하여 사람들이 붐비게 되었고, 확장을 결정했다. 그들은 원래 커피 로스팅에 사용되던 근처 공간을 이전 단골들을 위한 작은 카페로 개조했다. 2006년 50주년을 맞아, 예술계 출신 옛 단골들이 이야기를 나누고 댄스 공연을 하고 음악을 연주하는 행사를 개최했다.
2020년에는 자체 커피 원두와 드립백 커피를 판매하고 있었다.
이후 이 다방은 한국 영화와 한국 드라마에 등장했다. 인기 드라마 별에서 온 그대는 이 다방에서 부분적으로 촬영되었고, 이는 카페 관광 붐으로 이어졌다. 2020년, 직업 사진작가이기도 한 이충렬은 그동안 자신이 찍은 카페 관련 다양한 사진들을 전시했다. 사진 속 인물들 중 다수가 나중에 유명 배우가 되었다.

## 같이 보기
- 삼양다방 – 대한민국에서 가장 오래된 다방